# Pracetus longus
Pracetus longus är en stekelart som beskrevs av Boucek 1988. Pracetus longus ingår i släktet Pracetus och familjen finglanssteklar.
Artens utbredningsområde är Papua Nya Guinea. Inga underarter finns listade i Catalogue of Life.